# Мюлеталь
Мюлеталь (нем. Mühlethal) — населённый пункт в Швейцарии, в кантоне Аргау.
Входит в состав округа Цофинген. Население составляет 785 человек (на 2000 год).
До 2001 года был самостоятельной коммуной (официальный код — 4278). 1 января 2002 года присоединён к коммуне Цофинген.